# 2019 AQ3
2019 AQ3 — астероїд з групи Атіри у внутрішній частині Сонячної системи. Відкритий 4 січня 2019 року в Паломарській обсерваторії. Діаметр астероїда 1,4 км. На момент відкриття став астероїдом з найменшою великою піввісю орбіти (0,589 а. о.) та афелієм (0,77 а. о.) Один оберт навколо Сонця він робить за 165 діб, максимально віддаляючись від нього на 116 млн км і наближаючись на 60 млн км. У червні 2019 року відкрито астероїд 2019 LF6 з великою піввіссю 0,5553 а. о. та перигелієм 0,3167 а.о. (47,3 млн км). Таким чином цей об'єкт став найближчим астероїдом до Сонця, посунувши 2019 AQ3 на друге місце.

## Історія
Астероїд був виявлений 4 січня 2019 за допомогою телескопа ZTF Паломарській обсерваторії. Після ідентифікації астероїда виявилося, що астрономи спостерігали його 13 жовтня 2015 року з гавайського телескопа Pan-STARRS 1, але тоді дослідникам не вдалося визначити його орбіту.
2019 AQ3 належить до групи Атіри — невеликої групи астероїдів, чиї орбіти повністю лежать в межах орбіти Землі. Станом на червень 2019 року відкрито 20 подібних об'єктів.